# Andrew Motion
Andrew Motion (né le 26 octobre 1952 à Londres) est un poète, romancier et biographe anglais, qui est jusqu'au 1er mai 2009 poète lauréat. Ses poèmes sont connus pour la manière perspicace avec laquelle ils explorent la perte et la désolation.

## Biographie
Il grandit à Stisted, près de Braintree dans l'Essex, puis étudie au Radley College. Quand il a 16 ans, sa mère est victime d'un accident d'équitation et passe les dix années suivantes à plonger et sortir du coma, avant de mourir. Durant les années suivantes, il étudie l'anglais à l'University College et étudie la poésie d'Edward Thomas. Motion a dit qu'il avait tenté de conserver vivante la mémoire de sa mère à travers la poésie.
Andrew Motion est membre du Conseil des Arts d'Angleterre et de la Société royale de Littérature. Outre ces distinctions, il obtient le prix Arvon/Observer Prize, le prix John Llewellyn Rhys et le prix Dylan Thomas. Il est actuellement professeur d'écriture de création au Royal Holloway de l'Université de Londres.
En 2003, Motion écrit un poème pour protester contre l'invasion de l'Irak, appelé "Regime Change" ; le poème adopte un point de point de vue externe, à la troisième personne, pour décrire un discours prononcé par la Mort dans les rues d'Irak.
En 2005, il aide à la constitution d'archives de poésie en ligne contenant les enregistrements des poètes historiques et contemporains récitant leur propre œuvre.
Il est fait chevalier le 13 juin 2009, pour services rendus à la littérature.

## Distinctions
- 1975 : remporte le prix Newdigate pour la poésie d'étudiants préparant un diplôme à Oxford
- 1976 : premières éditions de poésie, lauréat du Eric Gregory Award
- 1976-1980 : enseigne l'anglais à l'université de Hull
- 1980-1982 : édite la Poetry Review
- 1981 : remporte la compétition internationale de poésie d'Arvon avec La Lettre
- 1982 : édite, avec Blake Morrison, le Penguin Book of Contemporary British Poetry
- 1982-1989 : directeur éditorial et éditeur de poésie chez Chatto & Windus
- 1986 : The Lamberts remporte le prix Somerset Maugham
- 1989 : professeur d'écriture de création à l'Université d'East Anglia
- 1994 : Philip Larkin: A Writer’s Life remporte le prix Whitbread pour une biographie
- 1999 : nommé poète lauréat pour dix ans seulement
- 2003 : nommé professeur d'écriture de création au Royal Holloway de l'université de Londres
- 2003 : écrit ce poème pour le 21e anniversaire du Prince William :

| The Evening Darkens Over                                                                                     |  |
| Better stand back Here's an age attack, But the second in line Is dealing with it fine.                      |  |
| It's a threshold, a gateway, A landmark birthday; It's a turning of the page, A coming of age.               |  |
| It's a day to celebrate, A destiny, a fate; It's a taking to the wing, A future thing.                       |  |
| Better stand back Here's an age attack, But the second in line Is dealing with it fine.                      |  |
| It's a sign of what's to come, A start, and then some; It's a difference growing, A younger sort of knowing. |  |
| It's a childhood gone, A step towards the crown; It's a trigger of change, A stretching of the range.        |  |
| Better stand back Here's an age attack, But the second in line Is dealing with it fine.                      |  |
| |  |

## Publications
- 1972 Goodnestone : a sequence (une série de 18 poèmes sans titre)
- 1978 The Pleasure Steamers - poésie
- 1981 Independence - poésie
- 1986 Elizabeth Bishop (Chatterton Lectures on an English Poet)
- 1987 Natural Causes - poésie
- 1988 Philip Larkin (Contemporary Writers)
- 1989 The Pale Companion - fiction
- 1992 Famous for the Creatures
- 1993 Philip Larkin: A Writer's Life - biographie
- 1995 The Lamberts: George, Constant and Kit - biographie
- 1995 The Price of Everything
- 1997 Salt Water - poésie
- 1998 Keats - biographie
- 1998 Take 20
- 1998 Sarah Raphael: Strip!
- 1999 Selected Poems 1976-1997
- 1999 Babel
- 2000 Wainewright the Poisoner: The Confessions of Thomas Griffiths Wainewright - roman biographique
- 2002 Public Property - poésie
- 2003 The Invention of Dr Cake
- 2005 Spring Wedding (poème en l'honneur du mariage du Prince de Galles et de Camilla Parker Bowles)